# Cúp Liên đoàn các châu lục 2017 (Bảng A)
Bảng A của Cúp Liên đoàn các châu lục 2017 sẽ diễn ra từ ngày 17 đến ngày 24 tháng 7 năm 2017. Bảng đấu bao gồm Nga, New Zealand, Bồ Đào Nha, và México. 2 đội đứng đầu bảng sẽ tham dự vòng bán kết.

## Các đội bóng
| Vị trí bốc thăm | Đội         | Liên đoàn | Lí do of vượt qua vòng loại             | Ngày vượt qua vòng loại | Số lần tham dự chung kết | Lần cuối tham dự | Thành tích tốt nhất khi tham dự | Bảng xếp hạng FIFA | Bảng xếp hạng FIFA |
| Vị trí bốc thăm | Đội         | Liên đoàn | Lí do of vượt qua vòng loại             | Ngày vượt qua vòng loại | Số lần tham dự chung kết | Lần cuối tham dự | Tháng 11 năm 2016               | tháng 6 năm 2017   |                    |
| --------------- | ----------- | --------- | --------------------------------------- | ----------------------- | ------------------------ | ---------------- | ------------------------------- | ------------------ | ------------------ |
| A1              | Nga         | UEFA      | Chủ nhà                                 | 2 tháng 12 năm 2010     | 1                        | —                | Debut                           | 55                 |                    |
| A2              | New Zealand | OFC       | Vô địch Cúp bóng đá châu Đại Dương 2016 | 11 tháng 6 năm 2016     | 4                        | 2009             | Vòng bảng (1999, 2003, 2009)    | 110                |                    |
| A3              | Bồ Đào Nha  | UEFA      | Vô địch UEFA Euro 2016                  | 10 tháng 7 năm 2016     | 1                        | —                | Lần đầu                         | 8                  |                    |
| A4              | México      | CONCACAF  | Vô địch Cúp bóng đá Nam Mỹ 2015         | 10 tháng 10 năm 2015    | 7                        | 2013             | Vô địch (1999)                  | 18                 |                    |

Ghi chú
1. ↑  The rankings of November 2016 were used for seeding for the final draw.

## Xếp hạng
| VT | Đội         | ST | T | H | B | BT | BB | HS | Đ | Giành quyền tham dự                     |
| -- | ----------- | -- | - | - | - | -- | -- | -- | - | --------------------------------------- |
| 1  | Bồ Đào Nha  | 3  | 2 | 1 | 0 | 7  | 2  | +5 | 7 | Giành quyền vào vòng đấu loại trực tiếp |
| 2  | México      | 3  | 2 | 1 | 0 | 6  | 4  | +2 | 7 | Giành quyền vào vòng đấu loại trực tiếp |
| 3  | Nga (H)     | 3  | 1 | 0 | 2 | 3  | 3  | 0  | 3 |                                         |
| 4  | New Zealand | 3  | 0 | 0 | 3 | 1  | 8  | −7 | 0 |                                         |

Ở Bán kết:
- Nhất bảng này sẽ chơi nhì bảng B.
- Nhì bảng sẽ tham dư để chơi với nhất bảng B.

## Trận đấu
Tất cả Giờ Moscow (UTC+3).

### Nga vs New Zealand
| Nga                              | 2–0      | New Zealand |
| -------------------------------- | -------- | ----------- |
| - Boxall 31' (l.n.) - Smolov 69' | Chi tiết |             |

| Russia | New Zealand |

| GK                   | 1  | Igor Akinfeev (c)  |  |     |
| CB                   | 6  | Georgi Dzhikiya    |  |     |
| CB                   | 5  | Viktor Vasin       |  |     |
| CB                   | 13 | Fyodor Kudryashov  |  |     |
| RWB                  | 19 | Aleksandr Samedov  |  |     |
| LWB                  | 18 | Yuri Zhirkov       |  |     |
| CM                   | 21 | Aleksandr Yerokhin |  | 77' |
| CM                   | 8  | Denis Glushakov    |  |     |
| CM                   | 17 | Aleksandr Golovin  |  |     |
| CF                   | 9  | Fyodor Smolov      |  | 90' |
| CF                   | 7  | Dmitry Poloz       |  | 64' |
| Dự bị:               |    |                    |  |     |
| FW                   | 11 | Aleksandr Bukharov |  | 64' |
| MF                   | 22 | Dmitri Tarasov     |  | 77' |
| MF                   | 15 | Aleksei Miranchuk  |  | 90' |
| Huấn luyện viên:     |    |                    |  |     |
| Stanislav Cherchesov |    |                    |  |     |

| GK               | 1  | Stefan Marinovic   |  |     |
| CB               | 20 | Tommy Smith        |  |     |
| CB               | 22 | Andrew Durante     |  |     |
| CB               | 5  | Michael Boxall     |  |     |
| RWB              | 18 | Kip Colvey         |  | 83' |
| LWB              | 3  | Deklan Wynne       |  |     |
| CM               | 7  | Kosta Barbarouses  |  | 61' |
| CM               | 8  | Michael McGlinchey |  |     |
| CM               | 14 | Ryan Thomas        |  |     |
| CF               | 11 | Marco Rojas        |  | 71' |
| CF               | 9  | Chris Wood (c)     |  |     |
| Dự bị:           |    |                    |  |     |
| MF               | 6  | Bill Tuiloma       |  | 61' |
| FW               | 10 | Shane Smeltz       |  | 71' |
| FW               | 13 | Monty Patterson    |  | 83' |
| Huấn luyện viên: |    |                    |  |     |
| Anthony Hudson   |    |                    |  |     |

| Cầu thủ hay nhất trận đấu: Fyodor Smolov (Russia) Trợ lí trọng tài: Alexander Guzman (Colombia) Cristian De La Cruz (Colombia) Fourth official: Mark Geiger (United States) Video hỗ trợ trọng tài: Sandro Ricci (Brazil) Joe Fletcher (Canada) Assistant video assistant referee: Enrique Cáceres (Paraguay) |

### Bồ Đào Nha vs México
| Bồ Đào Nha                  | 2–2      | México                         |
| --------------------------- | -------- | ------------------------------ |
| - Quaresma 34' - Cédric 86' | Chi tiết | - Hernández 42' - Moreno 90+1' |

| Portugal | Mexico |

| GK               | 1  | Rui Patrício          |       |     |
| RB               | 21 | Cédric                |       |     |
| CB               | 3  | Pepe                  |       |     |
| CB               | 6  | José Fonte            |       |     |
| LB               | 5  | Raphaël Guerreiro     |       |     |
| RM               | 20 | Ricardo Quaresma      |       | 82' |
| CM               | 14 | William Carvalho      |       |     |
| CM               | 8  | João Moutinho         |       | 58' |
| LM               | 15 | André Gomes           | 90+3' |     |
| CF               | 17 | Nani                  |       | 58' |
| CF               | 7  | Cristiano Ronaldo (c) |       |     |
| Dự bị:           |    |                       |       |     |
| FW               | 18 | Gelson Martins        |       | 58' |
| MF               | 23 | Adrien Silva          | 68'   | 58' |
| FW               | 9  | André Silva           |       | 82' |
| Huấn luyện viên: |    |                       |       |     |
| Fernando Santos  |    |                       |       |     |

| GK                 | 13 | Guillermo Ochoa     |     |     |
| RB                 | 3  | Carlos Salcedo      |     | 67' |
| CB                 | 5  | Diego Reyes         |     |     |
| CB                 | 15 | Héctor Moreno       |     |     |
| LB                 | 7  | Miguel Layún        |     |     |
| CM                 | 6  | Jonathan dos Santos |     |     |
| CM                 | 16 | Héctor Herrera      |     |     |
| CM                 | 18 | Andrés Guardado (c) | 73' |     |
| RF                 | 11 | Carlos Vela         |     | 57' |
| CF                 | 14 | Javier Hernández    |     |     |
| LF                 | 9  | Raúl Jiménez        |     | 79' |
| Dự bị:             |    |                     |     |     |
| MF                 | 10 | Giovani dos Santos  |     | 57' |
| DF                 | 2  | Néstor Araujo       |     | 67' |
| FW                 | 19 | Oribe Peralta       |     | 79' |
| Huấn luyện viên:   |    |                     |     |     |
| Juan Carlos Osorio |    |                     |     |     |

| Cầu thủ hay nhất trận: Cristiano Ronaldo (Bồ Đào Nha) Trợ lý trọng tài: Hernán Maidana (Argentina) Juan Pablo Belatti (Argentina) Fourth official: Abdelkader Zitouni (Tahiti) Video hỗ trợ trọng tài: Jair Marrufo (Hoa Kỳ) Dalibor Đurđević (Serbia) Trợ lý trọng tài hỗ trợ video: Ovidiu Hațegan (România) |